# Галанцев, Виталий Александрович
Виталий Александрович Галанцев (13 июня 1930, Великолукская область — 25 февраля 2003) - советский военно-морской офицер, капитан 1-го ранга, командир 70-й бригады противолодочных кораблей, командир БПК Красный Кавказ.

## Биография
Родился 13 июня 1930 года в селе Бутитино Великолукской области (в настоящее время Псковская область) в семье служащих. Отец - Галанцев Александр - инженер, занимал руководящие должности на стройках на Дальнем Востоке: Трест "Дальзолото" (впоследствии вошедший в Союззолото), участвовал в строительстве тоннеля под Амуром, заместитель начальника молибденового рудника на реке Умальта.
В 1947 году решил связать свою жизнь с морем, выбрав для себя карьеру военно-морского офицера, поступив в Тихоокеанское высшее военно-морское училище имени С. О. Макарова, на минно-торпедный факультет. Во время обучения увлекался боксом и шахматами. Училище закончил с отличием. 
Имея преимущественное право выбора как отличник, выбрал службу на Черноморском флоте в городе Севастополь. Служба Галанцева В.А. прошла на кораблях эскадры Черноморского флота, 150-й бригады и 30-й дивизии надводных кораблей. Начальный период службы проходил на кораблях эскадры Черноморского флота на крейсерах проекта 68-бис. В качестве командира БЧ-3 эскадренного миноносца  "Боевой"  проекта 30-бис в 1965 году участвовал в Дальнем походе в Индонезию для последующей передачи корабля ВМС Индонезии.
В 1966 году после прохождения обучения на офицерских классах назначен старшим помощником БПК "Отважный", на котором во время Шестидневной войны (1967)  в составе группировки кораблей ВМФ СССР находился в непосредственной близости к районам конфликта, осуществляя военное присутствие Советского военно-морского флота.
В сентябре 1968 года капитан 2-го ранга В. А. Галанцев  вступил в командование гвардейского БПК "Красный Кавказ". За время его командования корабль дважды выходил в Средиземное море, в Атлантику, участвовал в учениях ВМФ «Океан-70», успешно решил все поставленные задачи. Экипаж был объявлен отличным.
После прохождения обучения в Военно-морской академии назначен начальником штаба 63-й бригады ремонтирующихся и резервных кораблей ЧФ. Впоследствии стал командиром 70-й бригады противолодочных кораблей. В 1970-е—1980-е годы бригада на ротационной основе несла боевую службу в составе 5-й Средиземноморской эскадры. Данный период является наиболее насыщенным в истории Военно-морского флота СССР. Через 70-ю бригаду противолодочных кораблей в период командования Галанцева В. А. проходили отработку и испытания после постройки первые советские авианосцы проекта 1144 "Киев" и "Минск".
Военную службу завершил командиром испытательного полигона водолазного вооружения в Балаклаве.